# 金子浩之
金子 浩之（かねこ ひろゆき、1960年 - ）は、日本の歴史学者・考古学者。伊豆石や津波に関する研究を展開する。

## 略歴
- 1960年（昭和35年）伊豆稲取生まれ。立正大学史学科卒
- 1984年　静岡県伊東市教育委員会学芸員
- 1986年　静岡考古学協会会員
- 2000年　日本考古学協会会員
- 2004年　立正大学史学科非常勤講師（考古学）、伊豆歴史研究会主宰

## 著書・論文
- 『続GHQカメラマンが撮った戦後ニッポン』（共著・アーカイブス出版）
- 『石像文化財への招待』（共著・ニューサイエンス社）
- 『仏教考古学辞典』（共著・雄山閣）
- 『近代大名墓の世界』（共著・雄山閣）
- 『江戸築城と伊豆石』（共著・吉川弘文館）
- 『戦国争乱と巨大津波　北条早雲と明応津波』（雄山閣）

主要論文
- 「江戸城向け伊豆石丁場の現況」『ヒストリア別冊』2009
- 「宇佐美遺跡検出の津波堆積物と明応四年地震津波の再評価」『伊東の今・昔ー伊東市史研究ー』10号2012
- 「城館出土銃・砲弾への評価」『中世城館の考古学』2014
- 「『日本書紀』神代巻にみる素戔嗚尊と津波災害」『考古学論究』17号　2016